# Батан-Гранде
Резервная зона Батан-Гранде (исп. Zona Reservada Batán Grande) — археологический парк в 40 км к северу от города Чиклайо, в округе Питипо провинции Ферреньяфе региона Ламбаеке в Перу. Главной целью создания парка является охрана древнего города Пома (который часто также называют Батан-Гранде) культуры Сикан, основанного около 800 года н. э. Парк был создан 16 октября 1991 года на площади 134 км², к тому времени здесь находились плантации сахарного тростника.
Культура Сикан существовала в период между 700 и 1350 годами. Ламбаеке, её центральная ветка, возникла именно в районе Ватан-Гранде. От этой культуры сохранилось большое число металлических изделий (из золота, серебра и медных сплавов) и несколько монументальных усеченных пирамид, построенных из самана.
Кроме культуры Сикан, в Батан-Гранде сохранились остатки культур Моче и Чиму.